# سعید الشوا
سعید الشوا (عربی: سعيد الشوا؛ زادهٔ: ۱۸۶۸ - درگذشته: ۲۵ اکتبر ۱۹۳۰) رهبر سیاسی فلسطینی است که اولین شهردار شهر غزه از سال ۱۹۰۶ تا ۱۹۱۷ بود. او همچنین یکی از اعضای مهم شورای عالی اسلامی در غزه بود. او مخالف اختیارات بریتانیا در مورد فلسطین بود و حامی امپراتوری عثمانی در دوران جنگ جهانی اول و طرفدار مفتی اورشلیم، امین الحسینی بود.